# Landesklinik Sankt Veit im Pongau

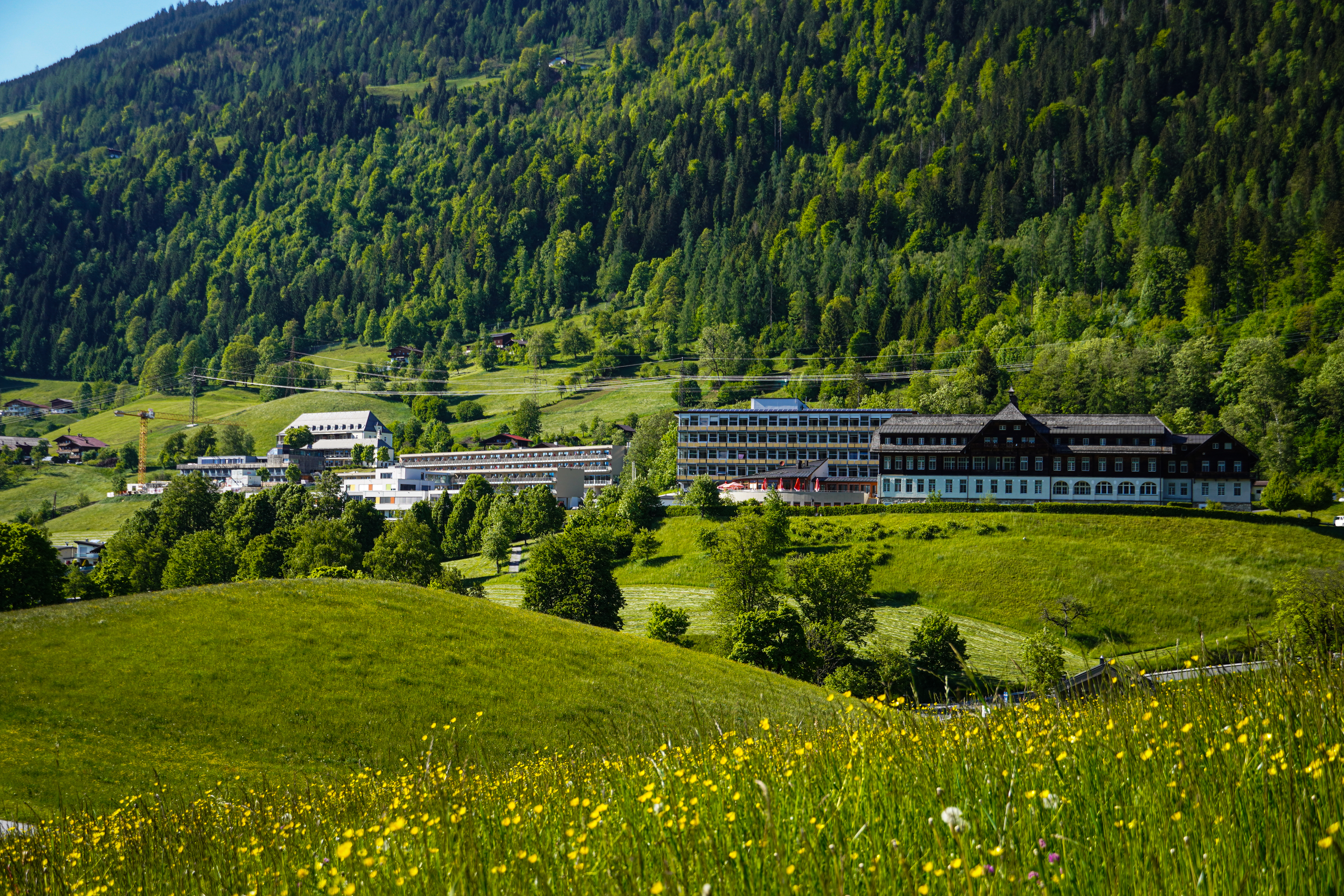
Landesklinik St.Veit im Pongau (Altbau rechts und neuer Komplex links)

Die Landesklinik Sankt Veit im Pongau ist ein Krankenhaus im Verbund der Salzburger Landeskliniken (SALK) im Ortsteil Grafenhof der Gemeinde Sankt Veit im Pongau.
Die Paracelsus Medizinische Privatuniversität Salzburg (PMU) nutzt die Klinik als Lehrkrankenhaus.
Es ist neben dem Kardinal Schwarzenberg Klinikum in Schwarzach das zweite große Krankenhaus für den Salzachpongau.

## Geschichte
Über die Bildung eines Volksvereines zur Bekämpfung der Tuberkulose im Land Salzburg mit dem Landeshauptmann und Prälat Alois Winkler als Präsident und Vorsitzenden kam es 1913 zur Errichtung der Lungenheilstätte Grafenhof. Die nach den Plänen des Salzburger Architekten und Gebrauchskünstlers Georg Schmidhammer († 1945) errichtete, am 1. Dezember 1913 eröffnete Krankenanstalt gilt als größter Holzbau in Österreich.
1953 wurde eine neu errichtete Kinderheilstätte bezogen.

## Landesklinik
Die Innere Medizin bildet mit 70 Betten die größte Abteilung der Klinik mit einer Einheit für Endoskopie und Spezialambulanzen in den Krankheitsbereichen Stoffwechsel und Diabetes mellitus, Bluthochdruck, Rheumatologie, Niere und Peritonealdialyse, ergänzt mit der Physikalischen und Rehabilitativen Medizin.
Die Psychiatrie bildet einen weiteren Schwerpunkt der Klinik. 40 Betten stehen für die Langzeitpflege von chronisch psychisch erkrankten Erwachsenen und 20 Betten für psychisch akut Erkrankte aus den Bezirken Pinzgau, Pongau und Lungau zur Verfügung. 36 Personen werden für eine normalerweise sechswöchige psychiatrische Rehabilitation aufgenommen.

## Heilig-Kreuz-Kapelle

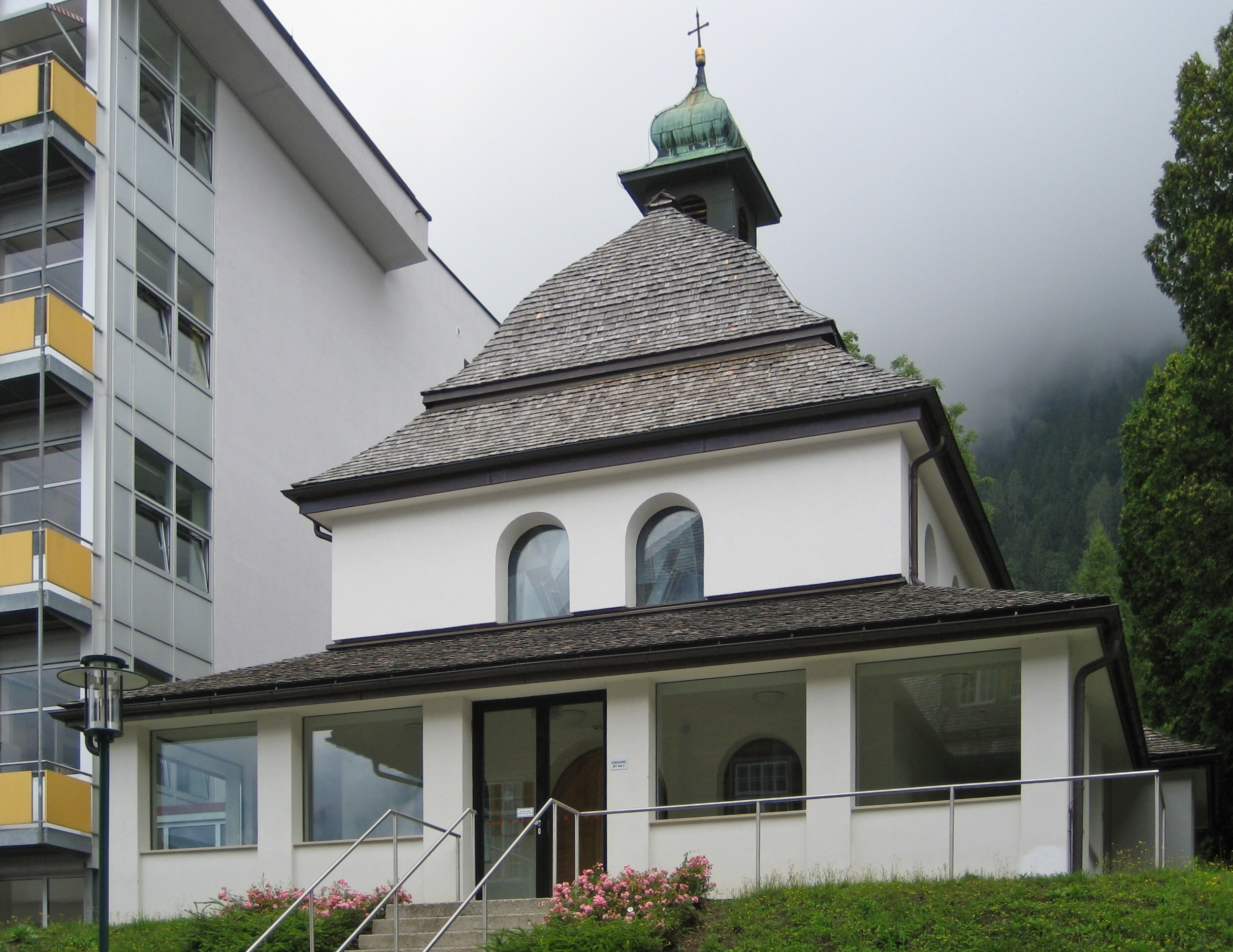
Heilig-Kreuz-Kapelle (2010)

Die denkmalgeschützte Heilig-Kreuz-Kapelle mit einem rechteckigen Langhaus und einer niedrigeren eingezogenen Rundapsis ist mit einem mehrfach gegliederten Holzschindeldach gedeckt. Der Kapellenraum hat eine Holzkassettendecke. 1927 oder 1928 malte Theodor Kern die Fresken, welche in späterer Zeit mit Kalk übertüncht und heute wiederum freigelegt sind. Eingeschoßige Anbauten beinhalten eine Vorhalle und die Sakristei. Der Dachreiter hat rundbogige Schallfenster.

## Sonstiges
Von 1949 bis 1951 war der Schriftsteller Thomas Bernhard Patient in Grafenhof.